# Joy Corning

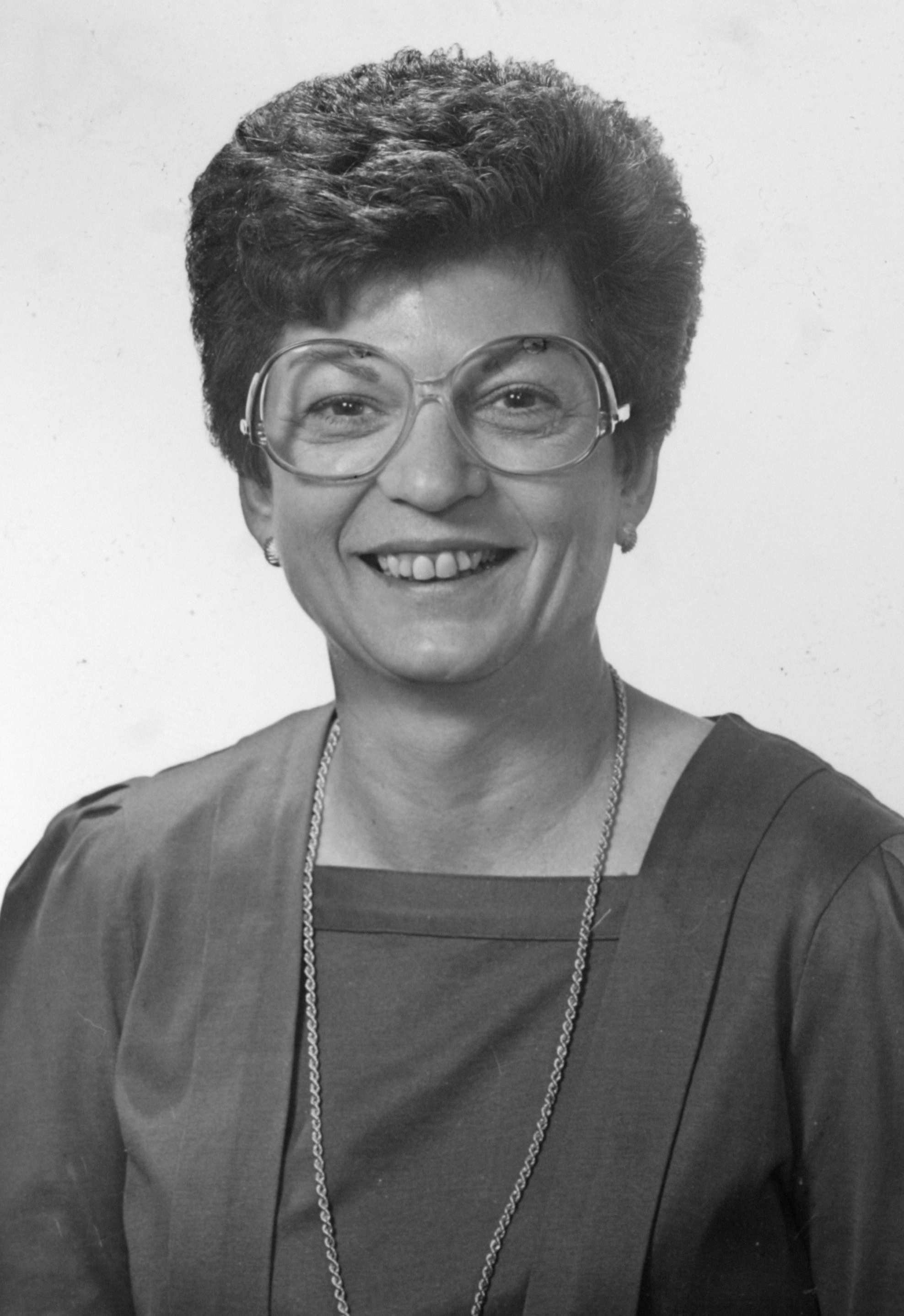
Joy Corning, 1985

Joy Corning (* 7. September 1932 in Bridgewater, Adair County, Iowa; † 20. Mai 2017 in Urbandale, Iowa) war eine US-amerikanische Politikerin. Zwischen 1991 und 1999 war sie Vizegouverneurin des Bundesstaates Iowa.

## Werdegang
Joy Corning absolvierte die University of Northern Iowa in Cedar Falls. Anschließend schlug sie als Mitglied der Republikanischen Partei eine politische Laufbahn ein. Sie wurde Mitglied im Bildungsausschuss der Stadt Cedar Falls und im Senat von Iowa. Zwischen 1981 und 1984 leitete sie die staatliche Behörde Iowa Housing Finance Authority.
1990 wurde Corning an der Seite von Terry E. Branstad zur Vizegouverneurin von Iowa gewählt. Dieses Amt bekleidete sie nach einer Wiederwahl zwischen 1991 und 1999. Dabei war sie Stellvertreterin des Gouverneurs. Sie war die erste Vizegouverneurin des Staates Iowa, die nicht gleichzeitig Vorsitzende des Staatssenats war. Seit 1991 sind diese beiden Ämter nach einer Verfassungsreform getrennt.
Im Jahr 1998 kandidierte Joy Corning zunächst für das Amt des Gouverneurs von Iowa. Aus Finanzierungsgründen brach sie diese Kandidatur noch während der republikanischen Vorwahlen ab. Innerhalb ihrer Partei gilt ihre politische Haltung als moderat bis liberal. Sie war Vorstandsmitglied der Organisation Planned Parenthood in Iowa, unterstützte das Recht auf Abtreibungen und setzte sich für mehr Rechte für Homosexuelle ein.